# عبد الرحيم الصديقي
عبد الرحيم الصديقي هو شاعر، وروائي، وكاتب مسرحي وتليفزيوني، وطيار مدني قطري، بدأ مشواره مع الأدب بكتابة الشعر الشعبي والغنائي باللهجة الخليجية متأثرًا بالشاعر البحريني علي الشرقاوي، وبالشاعر الكويتي فايق عبدالجليل، وعشق الشعر النبطي من خلال قصائد الشاعر السعودي بدر بن عبدالمحسن، كما كتب كلمات الأغاني لبعض المطربين العرب مثل أصالة نصري، وفهد الكبيسي، وناصر صالح، وغيرهم، بالإضافة إلى بعض الأعمال الغنائية للمسرح والدراما، ثم اتجه إلى كتابة النصوص المسرحية والدرامية فكتب صياغة الحوار في فوازير «حكايات المشاهير» عام 1993، ثم فوازير «صار وش كان» عام 1994، قبل أن يتحول إلى كتابة الرواية، وصدر أول عمل روائي له بعنوان «40000 قدم» عام 2016،

## أعماله ومؤلفاته
كتب عبد الرحيم الصديقي العديد من المؤلفات التي تنوعت بين النصوص الشعرية، والرواية الطويلة، والنصوص المسرحية والدرامية، ومنها:
- 40000 قدم (رواية): صدرت عام 2016 عن دار بلاتينيوم للنشر.
- مدينة وثيقة عشق (رواية): صدرت عام 2019 عن دار بلاتينيوم للنشر.[4]
- الراعي بينوكيو (مسرحية)
- مسافر (شعر)
- عرب 2000 (شعر)
- وطن على خط الأفق (شعر)
- صورة على طوفة (شعر)
- جرح وملح (شعر)
- القصيدة الاخيرة هدى (شعر)
- ميونخ (شعر)
- الثامنة والعطر (شعر)
- قدها ونص (مسرحية)
- قلوب للإيجار (مسرحية)
- هوامير الأسهم (مسرحية)
- على الطاير (مسرحية)
- شملان في لبنان (مسرحية)

## الجوائز
حصل عبد الرحيم الصديقي على عدد من الجوائز الأدبية، ومنها:
- جائزة كتارا للرواية العربية في دورتها السادسة عام 2020 في فئة الرواية القطرية المنشورة عن روايته «مدينة وثيقة عشق».[5][6][7]